# Barbie Forteza
Barbara Ambas Forteza hay nghệ danh là Barbie Forteza (sinh ngày 31 tháng 7 năm 1997 tại Biñan, Laguna, Philippines).Cô là một diễn viên, người mẫu, dẫn chương trình nổi tiếng của Philippines.Barbie hiện đang làm việc cho hãng phim GMA Network.Bộ phim Stairway to Heaven (tiếng Việt: Thiên đường vắng em) được chiếu trên kênh Today TV đã gây được sự chú ý đến với khán giả Việt Nam.
Barbie Forteza vừa đoạt giải nữ diễn viên mới xuất sắc nhất phim Puntod

## Phim tham gia

### Phim truyền hình
| Năm       | Tựa                                                      | Vai                                                                      | Kênh        |
| --------- | -------------------------------------------------------- | ------------------------------------------------------------------------ | ----------- |
| 2020-2021 | I Can See You                                            | Emma Castro                                                              | GMA Network |
| 2020-2021 | Anak ni Waray vs. Anak ni Biday                          | Ginalyn Malatamban                                                       | GMA Network |
| 2019      | Wagas Presents: Wait Lang... Is This Love?               | Mayumi "Yummy" Bubuyog                                                   | GMA Network |
| 2019      | Love You Two                                             | Venus                                                                    | GMA Network |
| 2019      | Kara Mia                                                 | Kara Machado Lacson                                                      | GMA Network |
| 2019      | Daddy's Gurl                                             | Pureza                                                                   | GMA Network |
| 2018      | Super Ma'am                                              | Pearly                                                                   | GMA Network |
| 2018      | Inday Will Always Love You                               | Happylou "Inday" Magtibay Fuentes / Happylou "Inday" Fuentes-Melendez    | GMA Network |
| 2017      | My Love from the Star (Vì sao đưa anh tới bản Philippin) | Chính mình                                                               | GMA Network |
| 2017      | Meant to Be                                              | Maria Belinda "Billie" Bendiola                                          | GMA Network |
| 2016      | That's My Amboy                                          | Maria Rosario "Maru" Carreon Tapang / Maria Rosario "Maru" Tapang Romero | GMA Network |
| 2015      | Dangwa                                                   | Mary "Yaya May Flower" Catacutan                                         | GMA Network |
| 2014–2016 | The Half Sisters                                         | Diana Mercado Valdicañas / Diana Valdicañas-Alcantara                    | GMA Network |
| 2013      | Genesis                                                  | Faith                                                                    | GMA Network |
| 2013      | Anna Karenina                                            | Karen Zamora / Anna Karenina "Karen" Villarama                           | GMA Network |
| 2013–2016 | Vampire ang Daddy Ko                                     | Girlie / Boyong                                                          | GMA Network |
| 2012–2013 | Paroa: Ang Kuwento ni Mariposa                           | Mariposa de Guzman / Princess Aira                                       | GMA Network |
| 2012      | Luna Blanca: Ang Ikalawang Yugto                         | teen Blanca Sandoval Buenaluz                                            | GMA Network |
| 2012      | Tweets for My Sweet                                      | Adele Reyes                                                              | GMA Network |
| 2011–2012 | Ikaw Lang ang Mamahalin                                  | Katherine Somera / Mylene Avelino Fuentebella                            | GMA Network |
| 2011      | Nita Negrita                                             | Antoinette / Nita Raymundo / Nita Negrita / Netnet                       | GMA Network |
| 2010–2011 | Jillian: Namamasko Po                                    | Maggie Molina                                                            | GMA Network |
| 2010–2012 | Reel Love Presents: Tween Hearts                         | Barbara "Bambi" Fortez                                                   | GMA Network |
| 2010      | Pilyang Kerubin                                          | Charity Santos / Charity Dimaano                                         | GMA Network |
| 2010      | First Time (Mối tình đầu)                                | Cyndi Gomez                                                              | GMA Network |
| 2009      | Stairway to Heaven (phim truyền hình Philippines)        | young Jodi Reyes                                                         | GMA Network |

### Series
| Year | Title                                                                          | Role(s)              | Network     |
| ---- | ------------------------------------------------------------------------------ | -------------------- | ----------- |
| 2019 | Magpakailanman: Ang Pagmulat ng Binulag na Kasambahay (The Bonita Baran Story) | Bonita "Bonet" Baran | GMA Network |
| 2019 | Daig Kayo ng Lola Ko: Lola Enchanted                                           | Genie Lyn            | GMA Network |
| 2018 | Daig Kayo ng Lola Ko: Okay Ka, Genie Ko!                                       | Genie Lyn            | GMA Network |
| 2018 | Maynila: My Sister's Secret                                                    | Elvie                | GMA Network |
| 2018 | Daig Kayo ng Lola Ko: Snow White and the Seven Dwarfs                          | Snow White           | GMA Network |
| 2018 | Wagas: Love at Panganib (The Erick and Gia Fernandez Love Story)               | Gia Fernandez        | GMA News TV |
| 2018 | APT Entertainment Lenten Presentation: Elehiya                                 | Lucia                | GMA Network |
| 2018 | Tadhana: Ola Kala                                                              | Jessica              | GMA Network |
| 2018 | Magpakailanman: Ang Babaeng Tinimbang Ngunit Sobra (The Melinda Mara Story)    | Melinda "Dang" Mara  | GMA Network |
| 2017 | Maynila: Love Potion                                                           | Drew                 | GMA Network |
| 2017 | Tadhana: Beauty and Bahrain                                                    | Mimay                | GMA Network |
| 2017 | Daig Kayo ng Lola Ko: Tatay Pitong at Pilyong Nokyo                            | Starla               | GMA Network |
| 2017 | Eat Bulaga!'s Lenten Presentation: Mansyon                                     | Yayen Neruda         | GMA Network |
| 2016 | Magpakailanman: Anak sa Mundo ng Droga                                         | Ava                  | GMA Network |
| 2016 | Dear Uge: My Yaya Poser                                                        | May                  | GMA Network |
| 2015 | Maynila: Status, It's Complicated!                                             | Monique              | GMA Network |
| 2015 | Maynila: Finding Mr. Right                                                     | Apple                | GMA Network |
| 2014 | Wagas: Ang Mga Pag-ibig ni Datu Ambiong                                        |                      | GMA News TV |
| 2014 | Maynila: Queen of My Heart                                                     | Lauren               | GMA Network |
| 2014 | Maynila: One True Heart                                                        | Erin                 | GMA Network |
| 2014 | Maynila: Mimay Luv                                                             | Mimay                | GMA Network |
| 2014 | Maynila: Love in Between                                                       | Rachel               | GMA Network |
| 2014 | Wagas: Randolf and Mel Love Story                                              | Mel                  | GMA News TV |
| 2014 | Maynila: Love Pretends                                                         | Carla                | GMA Network |
| 2014 | Maynila: Spirit of the Heart                                                   | Carrie               | GMA Network |
| 2013 | Magpakailanman: Kambal na Sapi                                                 | Cristine             | GMA Network |
| 2013 | Maynila: My Brother's Lover                                                    | Jenny                | GMA Network |
| 2013 | Maynila: Care Giver                                                            |                      | GMA Network |
| 2013 | Maynila: Tibok at First Sight                                                  | Abby                 | GMA Network |
| 2013 | Maynila: Prinsesa ng Pag-ibig                                                  | Prince / Princess    | GMA Network |
| 2013 | Maynila: Room for Love                                                         | Geri                 | GMA Network |
| 2013 | Maynila: Trust in Love                                                         |                      | GMA Network |
| 2012 | Maynila: Love Express                                                          |                      | GMA Network |
| 2012 | Magpakailanman: Chef with no Hands (The Maricel Apatan Story)                  | young Maricel Apatan | GMA Network |
| 2012 | Maynila: Bet Kita                                                              | Pam                  | GMA Network |
| 2012 | Spooky Nights: Kalansay                                                        | Cheska               | GMA Network |
| 2012 | Maynila: True as Gold                                                          | Mira                 | GMA Network |
| 2011 | Spooky Nights: Ang Manananggala (Battle of the Half-Sisters)                   | Marvi                | GMA Network |
| 2010 | Maynila: Step Yes, Step No                                                     | Carly                | GMA Network |
| 2009 | Dear Friend: My Christmas List                                                 | Abby / Abigail       | GMA Network |

### Phim điện ảnh
| Year | Title                                   | Role               |
| ---- | --------------------------------------- | ------------------ |
| 2009 | Puntod                                  | Baby               |
| 2009 | Ang Darling Kong Aswang                 | Aileen             |
| 2009 | Wapakman                                | Parlita Meneses    |
| 2010 | Si Agimat at Si Enteng Kabisote         | Bratty             |
| 2011 | Tween Academy: Class of 2012            | Kara               |
| 2011 | The Road                                | Ella               |
| 2011 | Ang Panday 2                            | Bilara             |
| 2012 | Sossy Problems                          | Becca              |
| 2012 | Si Agimat, si Enteng Kabisote at si Ako | Cameo              |
| 2013 | My Little Bossings                      | Rosy               |
| 2014 | Full Moon                               | Mica               |
| 2014 | Mariquina                               | Young Imelda       |
| 2015 | Saranghaeyo #ewankosau                  | Calixta "Kai" Luna |
| 2016 | Laut                                    | Nadia              |
| 2016 | Tuos                                    | Dowokan            |
| 2017 | This Time I'll Be Sweeter               | Erika              |
| 2018 | Almost A Love Story                     | Baneng             |